# Sector eléctrico en Argentina
El sector eléctrico en Argentina constituye el tercer mercado eléctrico de América Latina, detrás de Brasil y México y el 29º del mundo. La potencia instalada en generación en 2023 se distribuye en centrales térmicas accionadas por combustibles fósiles (58 %), principalmente gas natural, centrales hidroeléctricas (25 %), energías renovables (13 %) y nuclear (4 %). La matriz argentina se distingue de la matriz promedio latinoamericana por una menor proporción de energía hidroeléctrica, una mayor proporción de combustibles fósiles y la utilización de la energía nuclear sobre bases de desarrollo tecnológico propio.
El sector eléctrico argentino fue completamente rediseñado en la década de 1990, siguiendo los principios de privatización y desregulación de los servicios públicos que estuvieron en boga en esa época. Hasta ese momento el sector eléctrico argentino había operado con un diseño de integración de empresas tanto públicas, privadas y cooperativas. El nuevo régimen dividió el sistema en tres subsectores horizontales independientes: generación, transporte y distribución. Mientras el subsector de generación funciona bajo condiciones de libre competencia, los subsectores de transporte y distribución fueron organizados como servicios públicos que deben ser prestados por empresas privadas monopólicas.
En la década de 1990 las empresas privadas aprovecharon la alta disponibilidad de gas natural y el centrales termoeléctricas de ciclo combinado, para modificar considerablemente la matriz energética, aumentando el uso de combustibles fósiles (de 50 % en 1990 a 63 % en 2019), reduciendo el porcentaje de energía hidráulica (de 43 % en 1990 a 27 % en 2019) y de energía atómica (de 17 % en 1991 a 4 % en 2019). El uso intensivo de gas natural y la política de reducción de las inversiones en exploración llevada adelante por las empresas privatizadas durante la década de 1990, llevó al agotamiento de las reservas de gas en 2004, la necesidad de reemplazar este insumo por sustitutos más costosos y el consiguente encarecimiento del servicio eléctrico.
En 2011 la empresa de mayoría estatal YPF descubrió el enorme potencial energético del yacimiento Vaca Muerta, como una de las mayores reservas de gas shale y petróleo del mundo, abriendo la posibilidad de asegurar el autoabastecimiento del sistema, a medida que vaya aumentando la extracción.
En 2009 el gobierno nacional lanzó el Programa Genren (Ley 26.190) que busca aumentar sustancialmente al aporte de las llamadas "energías renovables alternativas" (biomasa, solar, eólica, mini-hidroeléctricas, geotérmica, residuos, etc.), de bajo impacto ambiental, con el objetivo de cubrir el 8 % del consumo en 2019 y el 20 % en 2025. Partiendo de un nivel cercano a 0 % en 2009 este sector había aumentado al 5 % diez años después, superando el aporte de la energía atómica. La potencia instalada en plantas eólicas era de 60 MW en 2011 y alcanzó los 2624 MW en 2020.
De acuerdo con algunos medios periodísticos y analistas del sector, el sistema se cartelizó progresivamente en el país. Hacia ia la segunda década del siglo XXI, tres grandes grupos económicos controlan la mitad de la demanda y de los usuarios. Los tres principales grupos empresarios del sector son Pampa Energía, conducido por Marcelo Mindlin, el Grupo DESA, conducido por Rogelio Pagano y el Grupo Sadesa, cuyos principales accionistas son Carlos Miguens Bemberg, Nicolás Caputo, Guillermo Reca y la familia Escasany.
El grupo económico del presidente Mauricio Macri (mandato 2015-2019) y su familia, ingresó durante su gobierno al negocio eléctrico y ha sido denunciado por beneficiar ilegalmente a las empresas del sector. A 2020 Argentina cuenta con ciento dos nuevos proyectos, diecinueve ya se encuentran en operación comercial y ochenta y tres en plena construcción. En números: 3.7 GW de Nueva potencia, 5200 millones de dólares de inversión directa y 7300 nuevos empleos.
A partir de diciembre de 2015, en el inicio de su presidencia Mauricio Macri estableció un nuevo régimen tarifario, que modificó radicalmente el costo del servicio eléctrico para la población. En ese sentido, el gobierno consideró que el costo medio anual del MWh, era de 71 dólares en 2016. El costo así determinado por el gobierno argentino, supera el precio mayorista de todos los países europeos para la misma época, con valores mínimos de entre 20-30 dólares y valores máximos entre 45-55 dólares.

## Historia
La historia del sector eléctrico en la Argentina tiene tres etapas bien marcadas: 
1. desde sus orígenes a fines del siglo XIX y hasta la década de 1940, existió un sistema de servicios eléctricos locales autónomos, dominado por un cartel consorcios multinacionales;
2. desde la década de 1940 hasta la década de 1990, convivieron empresas estatales, cooperativas y privadas multinacionales, dentro de un sistema que se fue integrando nacionalmente en forma progresiva;
3. desde la década de 1990 a la actualidad, se estableció un sistema mayoritariamente privado, con algunas empresas estatales de importancia, dividido en tres sectores (generación, transporte y distribución), el primero de los cuales es de libre competencia y los otros dos con base en monopolios privados obligatorios.

## Matriz energética
A mediados de la década de 1990 las empresas estatales fueron privatizadas buscaron basar su producción  en energías fósiles: gas natural y centrales termoeléctricas de ciclo combinado, modificando considerablemente la matriz energética, aumentando el uso de combustibles fósiles (de 50 % en 1990 a 63 % en 2019), reduciendo el porcentaje de energía hidráulica (de 43 % en 1990 a 27 % en 2019) y de energía atómica (de 17 % en 1991 a 4 % en 2019). Tras casi una década de la privatización eléctrica  dio lugar a una serie de fuertes apagones y una crisis energética por falta de inversiones en las redes eléctricas tras 8 años de tarifas dolarizadas de 11 días en febrero de 1999, lo que provocó que hubiesen usuarios sin suministro durante casi 11 días en pleno verano, siendo el apagón más largo de la historia eléctrica argentina entre el 15-26 de febrero de 1999. Los apagones afectaron seriamente la imagen de las empresas privadas, desencadenando sanciones, protestas masivas y cortes de calles por parte de los usuarios afectados.a fines de ese mismo mes en medio de una ola de calor, un gigantesco corte dejó sin luz en el momento más dramático a alrededor de 500 000 usuarios, y se extendió por  otros 12 días.
El uso intensivo de gas natural y la política de reducción de las inversiones en exploración llevada adelante por las empresas privatizadas durante la década de 1990, llevó al agotamiento de las reservas de gas en 2004, al encarecimiento del servicio eléctrico y una crisis en la balanza comercial, debido a la necesidad de importar gas.
En 2011 la empresa de mayoría estatal YPF, descubrió el enorme potencial energético del yacimiento de Vaca Muerta, como una de las mayores reservas de gas y petróleo shale del mundo, abriendo la posibilidad de asegurar el autoabastecimiento del sistema, a medida que vaya aumentando la extracción, iniciada en agosto de 2018. Complementariamente, desde 2009, el Programa Genren (Ley 26.190) busca aumentar sustancialmente al aporte de las llamadas «energías renovables alternativas» (biomasa, solar, eólica, mini-hidroeléctricas, geotérmica, residuos, etc.), de bajo impacto ambiental, con el objetivo de cubrir el 8 % del consumo en 2019 y el 20 % en 2025. Partiendo de un nivel cercano a 0 % en 2009, este sector había aumentado a 1.8 % en 2016 y a 5 % en 2019, superando el aporte de la energía atómica. n 2020, Argentina fue el 18.º mayor productor de gas natural del mundo (44.6 millones de m³); el 28º mayor productor de petróleo del mundo (440 000 barriles/día); el 21º mayor productor de energía hidroeléctrica del mundo, con 11.3 GW de potencia instalada; el 27º mayor productor de energía eólica del mundo, con 2.6 GW de potencia instalada; y el 42.º mayor productor de energía solar del mundo, con 0.7 GW de potencia instalada.
En 2020, Argentina fue el 21º mayor productor de energía hidroeléctrica del mundo, con 11.3 GW de potencia instalada.

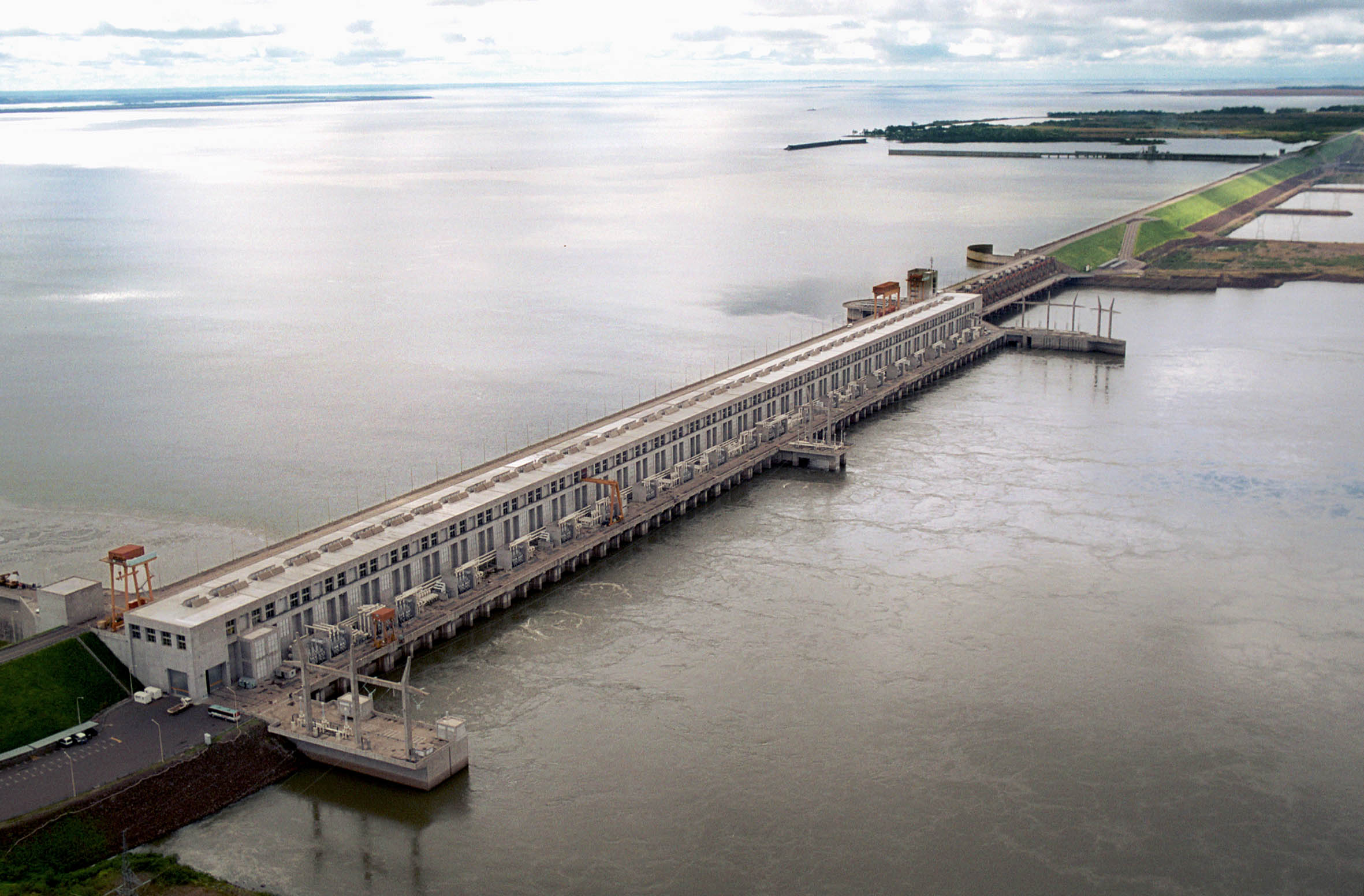
Represa de Yacyretá. Está previsto elevar su altura para aumentar la capacidad de generación de Argentina y Paraguay.

En cuanto a la energía hidroeléctrica, la represa de Yacyretá elevó en 2007 su altura en 7 m, hasta los 83 m previstos en el diseño original, lo que aumentará su capacidad de 1700 a 3100 MW. Esto aumentó un 60 % su producción de electricidad (de 11 450 GWh a 18 500 GWh). Las obras terminaron en 2008, El año 2006, el gobierno anunció la licitación de la ampliación de Yacyretá con la construcción de una nueva planta de tres turbinas en el brazo Añá Cuá del río Paraná. Esta ampliación, que terminada en 2010, aportará 300 MW de nueva capacidad de generación. El 25 de febrero de 2011, los presidentes de Argentina y Paraguay, Cristina Fernández de Kirchner y Fernando Lugo, dieron inauguración de la elevación de la cota definitiva que permite a la represa un aporte adicional de 8000 GWh/año de energía, y un plus de 1600 MW de potencia.

### Capacidad instalada

Capacidad eléctrica instalada por fuente en Argentina (2023).

La capacidad eléctrica instalada en 2023 fue de 42.8 GW. De la capacidad instalada, el 58.9 % es térmica, el 26.5 % es hidroeléctrica, 7.7 % eólica, 2.5 % solar y 4.1 % nuclear.
En 2021, Argentina tenía, en términos de electricidad renovable instalada: 10 834 MW en energía hidroeléctrica (21º en el mundo), 3291 MW en energía eólica (26º en el mundo), 1060 MW en solar (43.º en el mundo) y 70 MW en biomasa.
Las generadoras térmicas alimentadas a gas natural (TGC) son la principal fuente de generación de electricidad de Argentina. La capacidad nominal instalada en 2006 era de 24 046 MW, para 2015, gracias a las inversiones estatales en el sector la capacidad se elevó a 33 410 MW.
A fines de 2010 se anunciaron los hallazgos de dos importantes yacimientos -luego de varios meses de nuevas exploraciones en Loma de la Lata, provincia de Neuquén-, el primero un megayacimiento oficializado por YPF y el segundo por las empresas públicas nacional ENARSA y provincial Gas y Petróleo Neuquén, con lo cual se estima que se triplican las reservas de gas actuales. En 2015 la potencia total instalada de capacidad de generación era de 33 141 MW. Las reformas impuestas a principios de la década de los 90 dividieron el sector eléctrico en generación, transmisión y distribución.
La generación total en 2005 fue de 96.65 TWh. El desglose por fuente en 2003 es el siguiente: fuentes térmicas convencionales: 59 %, fuentes hidroeléctricas: 35.4 %, energía nuclear: 7 % y fuentes geotérmicas: 1 %.
De acuerdo al informe de la Compañía Administradora del Mercado Mayorista Eléctrico (CAMMESA) correspondiente al informe anual 2022, la potencia instalada en los años 2021 y 2022 fue la siguiente:
| Tecnología     | Tecnología                           | Año 2021                | Año 2021 | Año 2022                | Año 2022 |
| Tecnología     | Tecnología                           | Potencia Instalada (MW) | %        | Potencia Instalada (MW) | %        |
| -------------- | ------------------------------------ | ----------------------- | -------- | ----------------------- | -------- |
| Térmica        | Ciclo combinado                      | 13 503                  | 31.41    | 13 500                  | 31.45    |
| Térmica        | Turbina de gas                       | 5 956                   | 13.86    | 5 828                   | 13.58    |
| Térmica        | Turbo vapor                          | 4 251                   | 9.89     | 4 251                   | 9.90     |
| Térmica        | Motor diésel                         | 1 688                   | 3.93     | 1 696                   | 3.95     |
| Térmica        | Total Térmica                        | 25 398                  | 59.08    | 25 275                  | 58.88    |
| Hidroeléctrica | Hidroeléctrica                       | 10 834                  | 25.20    | 10 834                  | 25.24    |
| Renovable      | Eólica                               | 3 291                   | 7.66     | 3 309                   | 7.71     |
| Renovable      | Solar                                | 1 060                   | 2.47     | 1 086                   | 2.53     |
| Renovable      | Minihidroeléctrica (menores a 50 MW) | 511                     | 1.19     | 524                     | 1.22     |
| Renovable      | Biomasa                              | 70                      | 0.16     | 70                      | 0.16     |
| Renovable      | Biogás                               | 69                      | 0.16     | 73                      | 0.17     |
| Renovable      | Total Renovable                      | 5 001                   | 11.63    | 5 062                   | 11.79    |
| Nuclear        | Nuclear                              | 1 755                   | 4.08     | 1 755                   | 4.09     |
| Total          | Total                                | 42 988                  | 100.00   | 42 927                  | 100.00   |

Desde marzo de 2006 todo el país, con excepción de la Isla de Tierra del Fuego quedó eléctricamente interconectado bajo el Sistema Argentino de Interconexión.

### Interconexión de los sistemas eléctricos del Cono Sur
Existen líneas de transporte de energía que interconectan distintos países del Mercosur.
- Argentina - Chile

Interandes: TermoAndes - Chilgener (desde 2001 AES Gener) Línea de extra alta tensión de 409 kilómetros de longitud y 345 kilovoltios (kV) de capacidad de transmisión.
- Paraguay - Argentina

Carlos Antonio López (Paraguay) y Eldorado (Argentina). 132 000 voltios.
Guarambaré (Paraguay) y Clorinda (Argentina). 220 000 voltios.
- Paraguay - Brasil

Itaipú (12 600 MW Central Generación)
- Uruguay - Brasil

Livramento (70 MW Línea)
- Argentina - Uruguay

Salto Grande (1890 MW Central Generación)
- Argentina - Brasil

Paso de los Libres - Uruguaiana (50 MW Línea)
Rincón - Garabi - Ita I
Rincón - Garabi - Ita II

## Demanda
La demanda de electricidad tuvo un crecimiento constante desde 1991 a 2015, con una caída durante la crisis económica de 2001-2002, a la que siguió una rápida recuperación (aumento del 6-8 % anual) en los últimos cinco años, debido a la recuperación económica. En 2005, el país consumió 9.43 TWh de electricidad, lo que corresponde a 2368 kWh per cápita. El consumo residencial representó el 29 % del total, los consumos industrial y comercial representaron el 43 % y el 26 % respectivamente. En 2005 se importó 6.38 TWh de electricidad y exportó 3.49 TWh. La importación neta de energía fue del 3 % del consumo.
En 2017 la demanda cayó un 2.3 % interanual, a pesar de que las temperaturas fueron más bajas que en 2016 y se registraron aumentos del 63 % en la cantidad de usuarios afectados por deficiencias en el servicio eléctrico.
Los primeros meses de 2019 la demanda de energía presentó caídas sucesivas del −5.1 % (enero), −5.6 % (febrero), −9.6 % (marzo) y −8.6 % (abril).

### Acceso a la electricidad
La cobertura total de electricidad en Argentina alcanzó un máximo histórico del 95 % en 2003. incrementándose al 99.83 % en 2012. El Proyecto de Energías Renovables en Mercados Rurales (PERMER) es un programa para aumentar la cobertura eléctrica en áreas rurales.

### Calidad del servicio
La calidad del servicio se establece a partir del análisis de tres componentes: 
- Calidad del servicio técnico: frecuencia y duración de los cortes en el suministro o interrupciones del servicio
- Calidad del producto técnico: alteraciones en la tensión entregada, fluctuaciones, perturbaciones, etc.
- Calidad del servicio comercial: aspectos administrativos referidos a la atención de los usuarios.

El Ente Nacional Regulador de la Electricidad (ENRE) es la entidad responsable del control de estos aspectos.
La frecuencia y duración de las interrupciones es considerablemente inferior a los promedios de la región de ALyC. En 2002, la cantidad media de interrupciones por cliente fue de 5.15, mientras que la duración de las interrupciones por cliente fue de 5.25 horas. Los promedios ponderados para ALyC fueron de trece interrupciones y catorce horas respectivamente. En tanto las pérdidas en distribución en 2005 fueron del 13.6 %, una cifra inferior al 17 % de la década anterior.
A partir del año 2011, el sostenido incremento de la demanda producto de la recuperación económica de la década anterior, puso en evidencia las limitaciones del sistema eléctrico argentino. La situación, que se hizo crítica en el 2012 tendió a mejorar en los años siguientes hasta el 2015, donde nuevamente se invirtió la tendencia y se incrementó el número de horas acumuladas de interrupción del servicio.
En enero de 2016, diversos cortes dejaron a más de setecientos mil usuarios sin energía eléctrica. El entonces ministro de energía Juan José Aranguren explicó que la aparición de camalotes debido a una crecida del río Paraná, había impedido el normal funcionamiento de una generadora, lo que había ocasionado las interrupciones de servicio.
En diciembre de 2017, el número de usuarios afectados por interrupciones de suministro presentó un incremento del 60 % respecto del mismo período del 2016, sin que esta diferencia pudiera atribuirse a condiciones climáticas desfavorables. En 2018 aumentó un 59 % respecto de 2016 el promedio diario de usuarios sin suministro correspondientes a las áreas de prestación de las empresas Edenor y Edesur, pese al incremento de tarifas y a la disminución de la demanda registrados en el período.

### Tarifas
En 1991, el gobierno argentino creó el Fondo Nacional de la Energía Eléctrica (FNEE), administrado por el Consejo Federal de la Energía Eléctrica, que proporciona financiación a las empresas suministradoras.
Entre 1992 y 2002 el promedio del valor cobrado por las empresas de electricidad de Buenos Aires fue de 45 dólares el MWh, mientras que el valor internacional de referencia era de 22 dólares el MWh, es decir que en Argentina, durante la década de 1990, las empresas privatizadas cobraron aproximadamente el doble del precio internacional. Luego del estallido de la convertibilidad, a raíz de la Crisis de diciembre de 2001, las concesiones fueron renegociadas en 2004/2005 y la tarifa promedio se estableció en 17 dólares el MWh.
Simultáneamente los gobiernos de Eduardo Duhalde, Néstor Kirchner y Cristina Fernández de Kirchner, impulsaron una política temporaria de subsidios a la electricidad, con el fin de compensar la devaluación del 200 % causada por la Crisis de 2001 y promover la recuperación de la economía y los niveles de desarrollo. Hacia 2013 el gobierno de la presidenta Cristina Fernández comenzó a planificar el proceso de reorganización y reducción segmentada de los subsidios, bajo los principios de equidad distributiva y universalidad.
En agosto de 2008 se dispuso un aumento del 24 % para el total de los usuarios de Edenor, Edesur y Edelap (1 600 000 hogares), mientras que para el sector comercial e industrial el aumento fue del 10 %. Hasta enero de 2016 los aumentos de las tarifas eléctricas promediaron un 54.5 %, con picos del 99 % para los hogares con consumos más altos.
En enero de 2016 con la llegada del nuevo gobierno se decidió aumentar las tarifas para disminuir los subsidios: la idea del gobierno era llegar al 0 % de subsidio para 2019, por ese motivo los aumentos en los cargos fijos de las facturas fueron de entre el 222 % y el 378 %, y los cargos variables tuvieron subas en promedio del 400 %, con subas de hasta 950 % en consumos elevados. Este aumento fue calificado como injusto y en contra del mercado por parte de la oposición y el Consejo Asesor del Center on Global Prosperity.
Desde mayo de 2016 la justicia comenzó a frenar el aumento de las tarifas en diversos puntos del país, hasta que en agosto, la justicia argentina generalizó la medida para todo el ámbito nacional. Luego de más de cinco meses sin que se emita la factura de electricidad, se llegó a un consenso y en promedio se decidió que la suba sea del 200 % en el cargo variable, es decir, la mitad de lo que se había anunciado, se tuvo que devolver lo que la gente abonó de más, para los clientes que ya habían abonado con el aumento del 400 % se les reintegró en las siguientes facturas.[cita requerida]

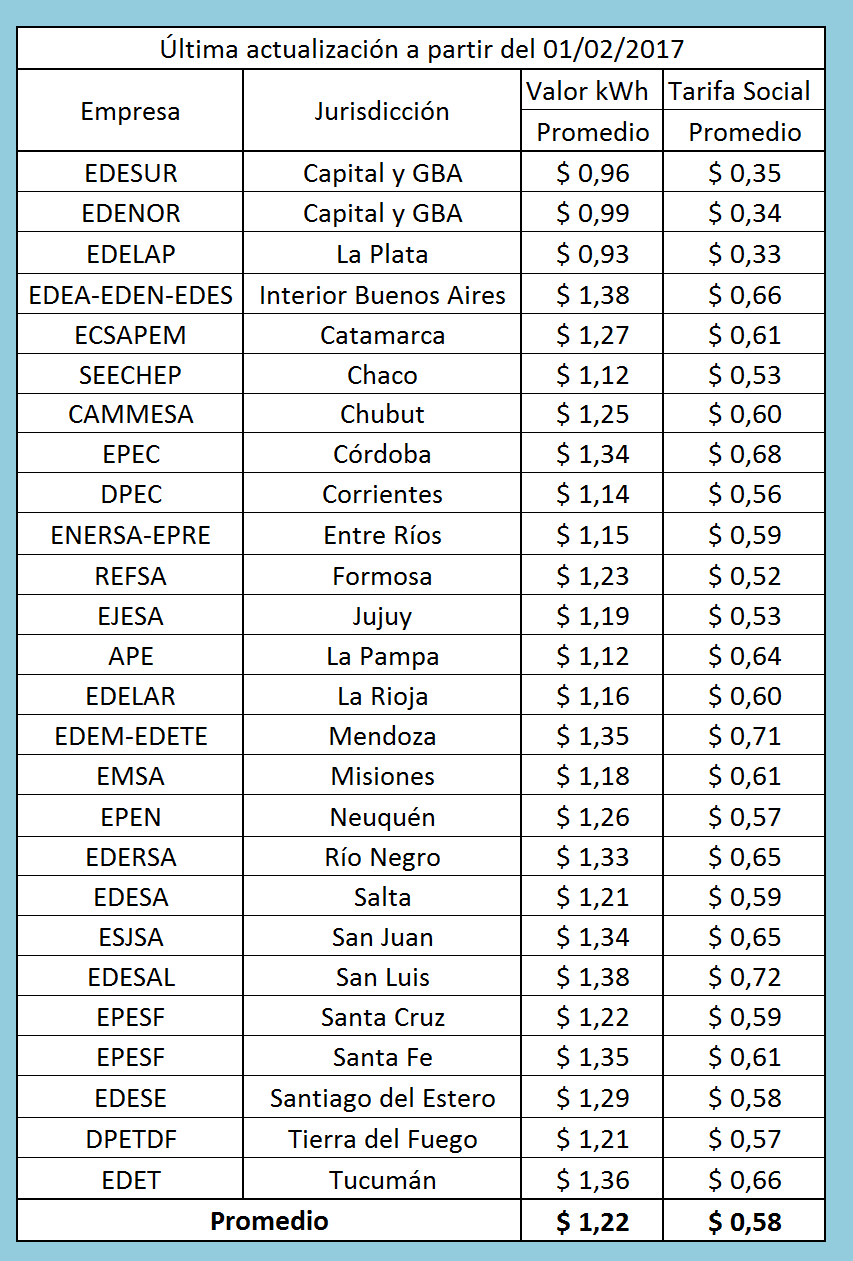
Cuadro tarifario con el valor en pesos argentinos del kWh en cada provincia del país y su respectiva tarifa social de cada jurisdicción para el primer semestre de 2017

Durante 2016, los balances presentados a la Bolsa de Comercio de Buenos Aires por EDESUR y EDENOR sumando la empresa de gas METROGAS, acumularon un rojo fiscal de $1342 millones, en el mismo período del 2015 habían ganado $535 millones entre las tres empresas. Este rojo fiscal se debió al problema por la decisión del aumento en el cuadro tarifario, tanto del gas como de la luz, la justicia al frenar este aumento provocó que no se emitieran facturas de luz ni gas casi durante seis meses, recién para noviembre se retomó con normalidad y las empresas volvieron a comenzar a recaudar dinero.
Desde febrero de 2017, el valor del promedio total en todo el país por cada kWh fue de 1.22 ARS variando el valor en cada jurisdicción. El aumento para el primer semestre de 2017 fue en promedio del 148 % para el cargo variable y 59.64 % para el cargo fijo. 

En el período comprendido entre diciembre de 2015 y octubre de 2018 el aumento promedio de las tarifas de energía eléctrica alcanzó el 1317 %.
Entre diciembre de 2015 y 2019, durante el régimen de Mauricio Macri las tarifas de electricidad en Argentina subieron alrededor del 5000 %. En paralelo al tarifazo entre 2016 y 2019, durante gobierno de Mauricio Macri, se firmaron contratos de generación de energía en dólares que fueron la causa de los tarifazos. Varios fueron  con empresas con vínculos con el macrismo como Central Puerto de la familia Caputo, la otra  Pampa Energía de Marcelo Midlin testaferro del presidente que se constituyeron como las más grandes empresas del sector energético a través de estructuras locales que tienen terminales en off shore en otros países. El 70 % de la electricidad de Argentina es producto de contratos que se firmaron entre 2016 y 2019. Las tasas de rentabilidad para fichas empresas privadas ligadas al gobierno que se firmaron durante el macrismo son del 85 % y 95 %, casi una ganancia 100 % en dólares anual perjudicando a los consumidores. Investigadores, organizaciones de consumidores, diversos especialistas, el Ente Regulador y los gobiernos de los territorios en los que actúan, han cuestionado a las empresas eléctricas privatizadas por destinar a la inversión fondos insuficientes para alcanzar los estándares comprometidos en las concesiones.
Pese al aumento de tarifas de hasta 4000 % en el período 2016-2019, las inversiones eléctricas disminuyeron con respecto al año 2015, pese a que las cuatro empresas eléctricas más importantes del país (Edesur, Edenor, Edelap y Edea) aumentaron sus tarifas y sus ganancias fueron récord. Parte de los subsidios fue recortada, en 2020 se iniciaron causas penales por el desvío de fondos públicos por parte del empresario y ministro Nicolás Caputo que habría desviado 2700 millones de pesos a la compra de la Central Costanera.
Un mes después de su asunción el presidente Mauricio Macri transfirió acciones de la principal transportadora eléctrica a una empresa de su propia familia de la transportadora de la energía que produce Yacyretá. Yacylec conecta la represa Yacyretá con el Sistema Argentino de Interconexión (SADI) donde se originó la falla que llevó al colapso total energético en el país, extendiéndose a países vecinos. Yacilec había sido noticia hace pocos meses antes porque sus dueños Sideco Americana, del Grupo Macri se negaban a pagar impuestos que adeudan desde hace catorce años. En 2019 fue imputado penalmente junto al expresidente Mauricio Macri, y Javier Iguacel por venta de centrales públicas de energía  durante su gobierno y de las usinas de Ensenada de Barragán y Brigadier López  a precio vil con el objetivo de favorecer a empresas energéticas de la familia Macri. La investigación sobre los funcionarios surgió a raíz de la maniobra para intentar privatizar vía decreto centrales estatales. La central Ensenada de Barragán, se intento privatizar a la empresa Central Puerto, empresa propiedad Nicky Caputo amigo del presidente Macri y financista de la campaña. En Brigadier López, preclasificó solamente Central Puerto. Caputo era íntimo amigo de Macri y fueron socios de varios negociados. La central de Ensenada de Barragán fue tasada por el Estado en 305.9 millones de dólares y privatizada por  229 millones de dólares, Brigadier López fue valuada en 207 millones de dólares y privatizada por 155 millones de dólares y vendida a Socma.

## Inversiones
Investigadores, organizaciones de consumidores, diversos especialistas, el Entre Regulador y los gobiernos de los territorios en los que actúan, han cuestionado al estado nacional  y a las empresas eléctricas privatizadas por falta de  inversión y los fondos insuficientes para alcanzar los estándares comprometidos en las concesiones. Una investigación realizada por Federico Basualdo, exdirector del Ente Nacional Regulador de la Electricidad (ENRE), concluyó que en el período 2016-2019, las inversiones eléctricas disminuyeron con respecto a 2015, pese a que las cuatro empresas eléctricas más importantes del país (Edesur, Edenor, Edelap y Edea) aumentaron sus tarifas entre un 1600 % y un 2100 % en 2016.

## Responsabilidades en el sector eléctrico
El sistema eléctrico de la Argentina fue diseñado en la década de 1990, bajo la presidencia de Carlos Menem, siguiendo los principios de privatización, desregulación de los servicios públicos y Reforma del Estado, que estuvieron en boga en esa década, orientados por el Consenso de Washington: «hasta el “apagón” de Edesur (de 1999), la privatización del sector eléctrico solía presentarse como el caso “ejemplar” o “modelo” a seguir, dentro del vasto programa privatizador encarado por el gobierno del Dr. Menem».

### Política y regulación
La Secretaría de Energía (SENER) es la responsable de fijar las políticas, mientras que el Ente Nacional Regulador de la Electricidad (ENRE), tiene a su cargo la regulación y supervisión general del sector bajo control federal. El ENRE y los reguladores provinciales fijan las tarifas y supervisan que los agentes de transmisión y distribución regulados cumplan con las normas de seguridad, calidad, técnicas y ambientales. CAMMESA (Compañía Administradora del Mercado Mayorista Eléctrico) administra el mercado eléctrico mayorista. Sus principales funciones incluyen la operación y despacho de la generación y el cálculo de precios en el mercado spot, la operación en tiempo real del sistema eléctrico y la administración de las operaciones comerciales en el mercado eléctrico.
El Consejo Federal de la Energía Eléctrica (CFEE), creado en 1960, entre sus tareas esta asesorar a los gobiernos nacional y provinciales en asuntos relacionados con la industria de la energía, servicios de energía públicos y privados, prioridades en la ejecución de nuevos proyectos y estudios, concesiones y autorizaciones, y tarifas y precios de la electricidad. También asesora sobre modificaciones en la legislación del sector energético.

### Empresas
Las funciones de generación, transmisión y distribución están abiertas al sector privado. La legislación argentina garantiza el acceso a la red a fin de crear un entorno competitivo para permitir que los generadores sirvan a clientes de cualquier lugar del país.
| Generadores y Cogeneradores                                                                       |
| (ASTRA, CAPSA, CARBOCLOR y otras)                                                                 |
| AES ALICURA S.A.                                                                                  |
| AES ALICURA S.A.                                                                                  |
| AES CARACOLES S.A..                                                                               |
| AES JURAMENTO S.A.                                                                                |
| C. T Patagónicas S.A.                                                                             |
| CAPEX S.A.                                                                                        |
| CASA DE PIEDRA                                                                                    |
| CENTRAL DIQUE S.A.                                                                                |
| CENTRAL DOCK SUD S.A.                                                                             |
| Central Hid Alicurá                                                                               |
| CENTRAL PIEDRABUENA S.A.                                                                          |
| CENTRAL PUERTO S.A.                                                                               |
| Central Térmica Cogeneración - Grupo Albanesi                                                     |
| Central Térmica DEL LITORAL S.A.                                                                  |
| Central Térmica DEL NEA S.A.                                                                      |
| Central Térmica DEL NOA S.A.                                                                      |
| Central Térmica Ezeiza - Grupo Albanesi                                                           |
| Central Térmica FILO MORADO                                                                       |
| Central Térmica Frías - Grupo Albanesi                                                            |
| Central Térmica GÜEMES S.A.                                                                       |
| Central Térmica Independencia - Grupo Albanesi                                                    |
| Central Térmica La Banda - Grupo Albanesi                                                         |
| Central Térmica Riojana - Grupo Albanesi                                                          |
| Central Térmica Roca - Grupo Albanesi                                                             |
| Central Térmica San Nicolás                                                                       |
| Central Térmica Solalban - Grupo Albanesi                                                         |
| Central Térmica SORRENTO S.A. - Grupo Albanesi Archivado el 7 de mayo de 2021 en Wayback Machine. |
| CENTRALES DE LA COSTA ATLANTICA S.A                                                               |
| CENTRALES TERMICAS MENDOZA S.A.                                                                   |
| Electropatagonia S.A.                                                                             |
| ENDESA COSTANERA S.A.                                                                             |
| Energía de Sur S.A.                                                                               |
| GENERACION MEDITERRÁNEA SA - CT Maranzana Grupo Albanesi                                          |
| GENERADORA CÓRDOBA S.A. (GECOR)                                                                   |
| H. CERROS COLORADOS S.A.                                                                          |
| H. DIAMANTE S.A.                                                                                  |
| H. EL CHOCÓN S.A.                                                                                 |
| H. LOS NIHUILES S.A.                                                                              |
| H. RIO HONDO S.A.                                                                                 |
| H. TUCUMAN S.A.                                                                                   |
| HIDISA                                                                                            |
| Hidroeléctrica Futaleufú S.A.                                                                     |
| HIDROELECTRICA PIEDRA DEL AGUILA S.A.                                                             |
| Hidroléctrica Ameghino S.A.                                                                       |
| HINISA                                                                                            |
| La Plata Cogeneración S.A.                                                                        |
| PETROBRAS ARGENTINA S.A.                                                                          |
| PLUSPETROL ENERGY S.A.                                                                            |
| PLUSPETROL S.A.                                                                                   |
| SIDERCA SAIC                                                                                      |
| TERMOANDES SA                                                                                     |
| TURBINE POWER Co S.A.                                                                             |

| COMERCIALIZADORES                              |
| Atanasio Energía SA                            |
| AES ENERGY LIMITED                             |
| AMG ENERGIA S.A.                               |
| Cinergia S.R.L.                                |
| COMERCIALIZADORA DEL MERCOSUR S.A. (CEMSA)     |
| Comercializadores                              |
| Duke Energy International Southern Cone S.R.L. |
| Energy Consulting Services S.A.                |
| ENERGY TRADERS S.A.                            |
| IATE S.A.                                      |
| OPERATING S.A.                                 |
| PAN AMERICAN CONTINENTAL SRL                   |
| POWERCO SA                                     |
| Rafael Albanesi S.A. (Grupo Albanesi)          |

#### Generación
La generación es producida por compañías privadas y estatales. La parte en poder público corresponde a la generación nuclear y a las dos plantas hidroeléctricas binacionales: Yacyretá (Argentina-Paraguay) y Salto Grande (Argentina-Uruguay). El sector de la generación está altamente fragmentado, con más de diez grandes compañías, todas por debajo del 15 % de la capacidad total del sistema.

#### Mercado eléctrico mayorista
Los generadores de electricidad la venden en el mercado mayorista, operado por la empresa Cammesa, cuyo capital es un 80 % privado y 20 % del estado nacional.

#### Transporte
En transporte, todo el país se encuentra desde 2012 conectado al Sistema Interconectado Nacional (SADI) asignado a la empresa CAMMESA (Compañía Administradora del Mercado Eléctrico Mayorista). la empresa privada Compañía de Transporte de Energía Eléctrica en Alta Tensión (Transener) opera el 100 % la red de transmisión. En 2014 se amplió el sistema de transmisión de 500 kV en una extensión de 368 km de línea. Una de las ampliaciones de la red se dio con la entrada en servicio de la línea que une las estaciones de Lavalle y de Santiago en la provincia de Santiago del Estero, la que permite mejorar la confiabilidad y seguridad de abastecimiento de la demanda en la zona. El otro nuevo vínculo fue la entrada de la línea de 500 kV, en dos tramos, entre las estaciones de Choele Choel en Río Negro y Bahía Blanca en el sur de la provincia de Buenos Aires. Algunas de las transportistas más importantes son Transener S.A. (11 355 km en líneas de 500 KV y 220 KV), Transnoa S.A. (4181 km en un rango entre 132 kV y 400 kV), Transnea S.A. (1465 km en líneas de 33 KV, 132 KV y 220 kV), Transpa S.A. (2211 km en líneas de 330 Kv y 132 Kv) y Distrocuyo S.A. (1245 km en líneas de 132 kV y 220 kV).

#### Distribución
En el sector de la distribución, Edenor (Empresa Distribuidora y Comercializadora Norte), Edesur (Electricidad Distribuidora Sur) y Edelap (Empresa de Electricidad de la Plata) dominan el 75 % del mercado.
Empresas distribuidoras importantes a nivel provincial son:
- Provinciales públicas: SECHEEP en la provincia del Chaco, EPE (Empresa Provincial de la Energía, de la provincia de Santa Fe), EPEC (Empresa Provincial de Energía de la provincia de Córdoba), S.P.S.E (Servicios Públicos Sociedad del Estado), en la provincia de Santa Cruz.
- Provinciales privadas: ESJ (Energía San Juan), EDET (Empresa de Distribución Eléctrica de Tucumán), EDEN (Empresa Distribuidora de Energía Norte), EDEA (Empresa Distribuidora de Energía Atlántica), EDES (Empresa Distribuidora de Energía Sur), EJE SA (Empresa Jujeña de Energía), EDEMSA (Empresa distribuidora de energía eléctrica mendocina sociedad anónima).

Estas empresas distribuidoras forman parte de la Asociación de Distribuidores de Energía Eléctrica de la República Argentina (ADEERA).

### Cartelización
El sistema de múltiples empresas y subsectores, diseñado originalmente para promover la competencia y desarrollar mercados competitivos, bajo una adecuada regulación y supervisión estatal, se ha cartelizado progresivamente y hacia la segunda década del siglo XXI, tres grupos económicos controlan la mitad de la demanda y de los usuarios. Los tres principales grupos empresarios del sector son Pampa Energía, conducido por Marcelo Mindlin, el Grupo DESA conducido por Rogelio Pagano y el Grupo Sadesa, dirigido por Nicolás Caputo, controlante minoritario de Edesur. El grupo económico del presidente Mauricio Macri (mandato 2015-2019) y su familia, ingresó durante su mandato al negocio eléctrico y ha sido denunciado por beneficiar ilegalmente a las empresas del sector.

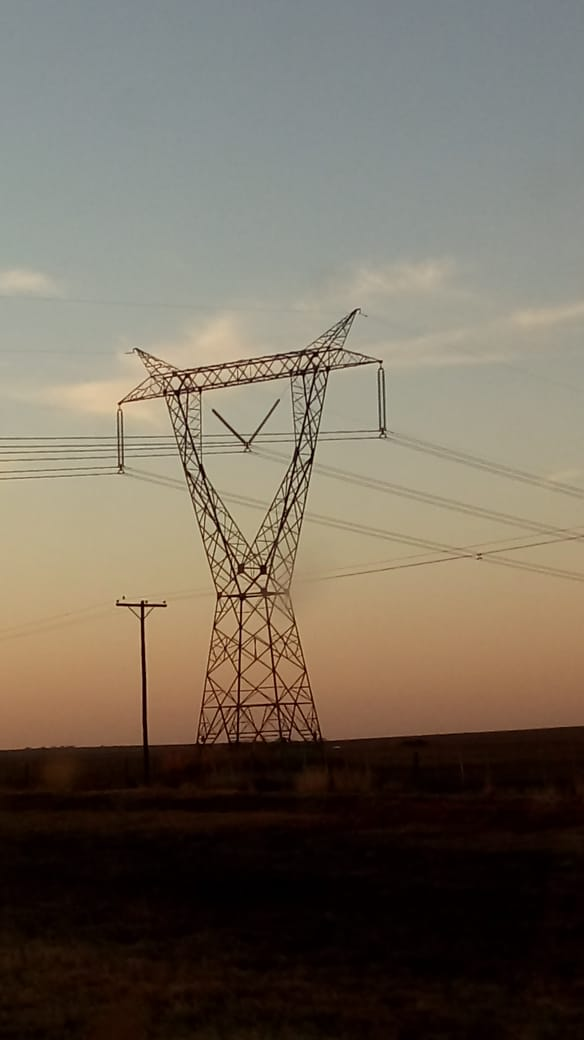
Comparación entre una torre de 500 kV para soporte de la línea de transmisión de Energía eléctrica del Sintema Interconectado Argentino y una línea de baja tensión

La cartelización del sistema no solo ha significado que un mismo grupo económico posea empresas en las tres fases en que se fragmentó el sector eléctrico argentino, sino que también se ha extendido a todo el sector de la energía, controlando también industria del gas y del petróleo, insumos básicos para la generación de electricidad.

## Tendencias futuras

### Energía térmica

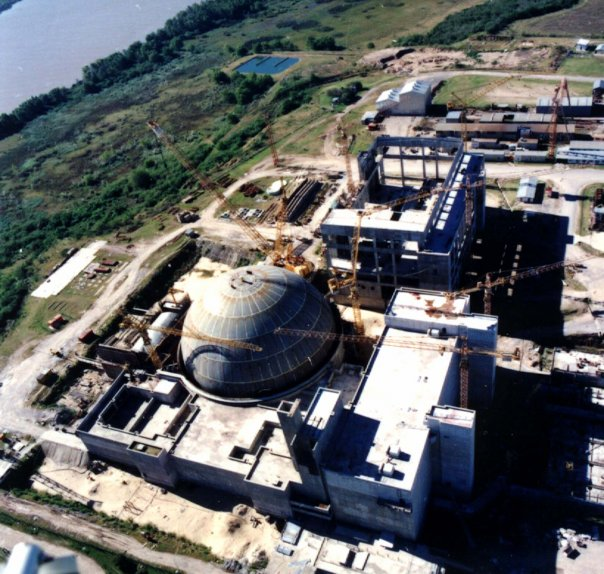
Construcción de la Central Nuclear Atucha II

Las principales plantas son Termoeléctrica José de San Martín y Termoeléctrica Manuel Belgrano, de 830 MW cada una. Los principales accionistas de estas plantas son Enel Argentina, Total S.A., AES Corporation, Petrobras, EDF y Duke Energy. Ambas plantas fueron financiadas mediante el FONINVEMEM (la inversión total alcanza los 1097 millones USD).
El Ministerio de Planificación anunció en julio de 2007 la construcción de cinco plantas térmicas nuevas, con una capacidad total de 1.6 GW y una inversión global de 3250 millones USD. Estas plantas de turbina de generación dual (gas o fuel oil), ubicadas en Ensenada (540 MW), Necochea (270 MW), Campana (540 MW), Santa Fe (125 MW) y Córdoba (125 MW), comenzaron a operar en 2008. Por último, Enarsa lanzó recientemente la licitación de once pequeñas unidades de generación transportables (15-30 MW cada una) y de tres unidades generadoras mayores (50-100 MW) para instalar en barcazas. Estas nuevas unidades, cuyo precio base aún se desconoce, aportarán entre 400 y 500 MW de nueva capacidad de generación.
En 2011 en la ciudad de Río Cuarto se inaugura la ampliación de la Central Termoeléctrica Modesto Maranzana, propiedad de Generación Mediterránea S.A perteneciente a Grupo Albanesi, con inversión de alrededor de doscientos millones de pesos, compuesta por dos Turbogrupos de 35 MW, cada uno. A fines de 2020, cuenta con una potencia instalada de 350 MW y siete turbinas en funcionamiento. 
En 2015 se inauguró la central Guillermo Brown, ubicada en las afueras de la ciudad bonaerense de Bahía Blanca, que demandó una inversión de 550 millones de dólares para la compra, instalación y puesta en operación de dos turbinas a gas ya aportan 580 megavatios a la oferta existente en el Sistema Interconectado Nacional. En el periodo 2003/2015 el sistema argentino sumó 11 300 MW, 51 % más de la potencia instalada que en 2003. También se concretó el tendido de 5500 km de líneas de alta tensión que vincularon diez provincias, incluyendo regiones que estaban por fuera del Sistema Interconectado Nacional (SIN); la ampliación de gasoductos troncales, la incorporación de las energías renovables, la creación de ENARSA y la recuperación de YPF en 2012. También se produjo un cambio de fuerzas en la matriz energética a través de estos 11 años, permitió que el Estado argentino pasara de tener una presencia del 7 al 45 %, el capital privado nacional pasara del 13 al 30 % mientras que las empresas extranjeras bajaron su participación del 80 al 25 %.

### Energía nuclear
En 2006 el gobierno argentino lanzó un plan para impulsar la energía nuclear, terminando la central nuclear Atucha II, cuya construcción comenzó en 1981 y fue paralizada unos años después por el gobierno radical de Raúl Alfonsín y continuó paralizada su construcción con la presidencia de Menem, hasta la llegada del presidente de la ARN, Raúl Oscar Racana, que hizo posible su realización concreta explicándole al gobierno del 2006 que era un desperdicio tener más del 50 % construida y paralizada con la pérdida de mantenimiento de la misma por tenerla a medio hacer. Esta central aportará 750 MW de capacidad de generación después del 2011, progresivamente. La Central Nuclear Néstor Carlos Kirchner (Atucha II) es la tercera planta de generación nucleoeléctrica del país. Posee una potencia bruta de 745 MWe y su primera reacción en cadena fue registrada el 3 de junio de 2014. El 18 de febrero de 2015 alcanzó su máxima potencia, y a partir de entonces comenzó a aportar 692 MW eléctricos al Sistema Interconectado Nacional. Esa cifra equivale a la demanda energética de una provincia como Tucumán durante tres años, Salta durante cinco años o Santiago del Estero durante nueve años, siendo la primera central nuclear inaugurada en treinta años.
El 25 de noviembre de 2009 la Cámara de Senadores de la Nación por iniciativa del senador Miguel Ángel Pichetto, del kirchnerismo, sancionó la Ley N.º 26.566 que respalda las actividades para la construcción de una cuarta central nuclear y el reacondicionamiento para prolongar el funcionamiento de la Central Nuclear Embalse. Una vez terminados los trabajos, la central alcanzó una potencia cercana a los 700 MW, es decir un 6 % más de capacidad.

### Energía hidroeléctrica
En 2020, Argentina fue el 21º mayor productor de energía hidroeléctrica del mundo, con 11.3 GW de potencia instalada.

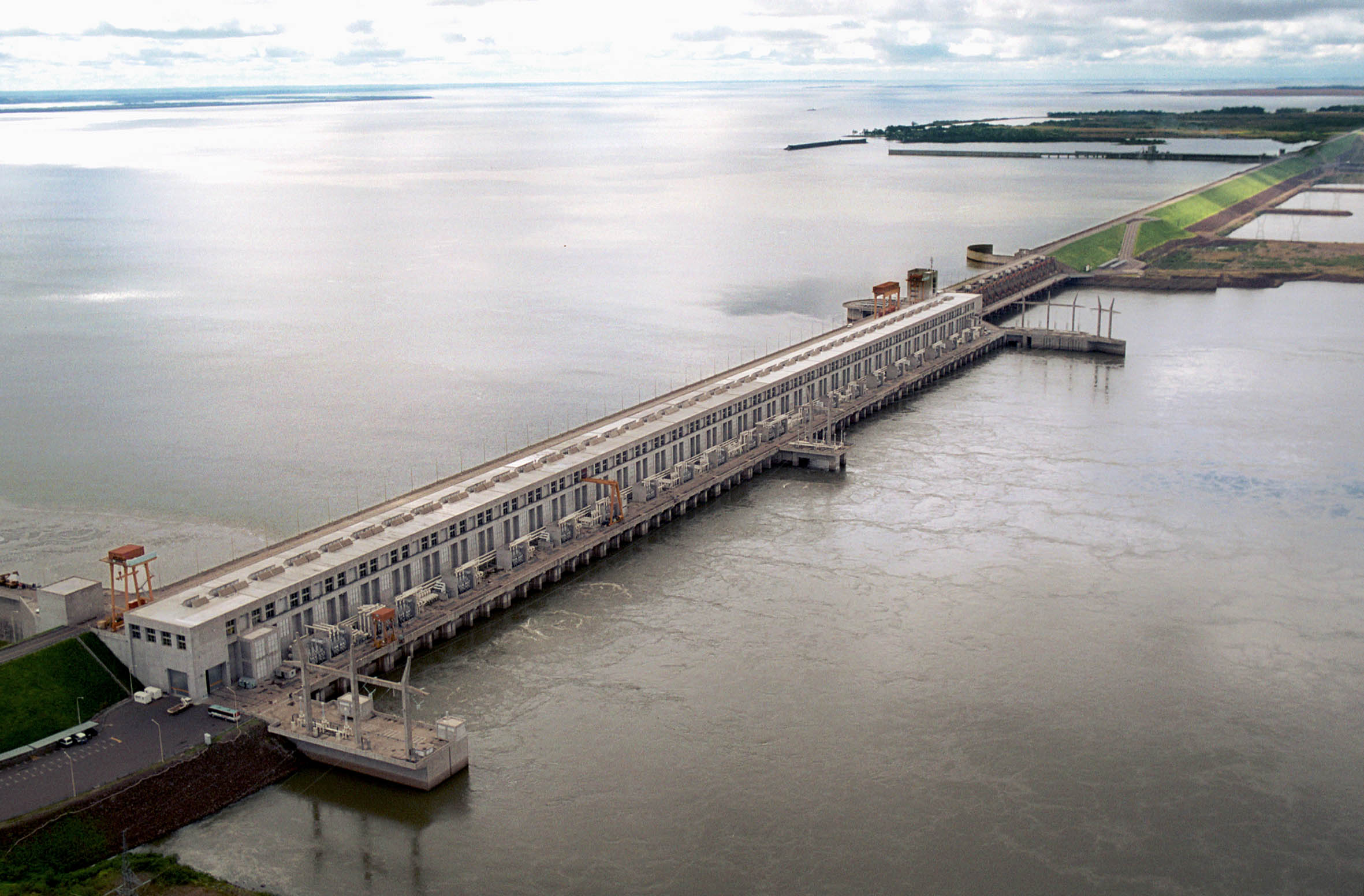
Represa de Yacyretá. Está previsto elevar su altura para aumentar la capacidad de generación de Argentina y Paraguay.

En cuanto a la energía hidroeléctrica, la represa de Yacyretá está elevando su altura en 7 m, hasta los 83 m previstos en el diseño original, lo que aumentará su capacidad de 1700 a 3100 MW. Esto aumentará un 60 % su producción de electricidad (de 11 450 GWh a 18 500 GWh). Las obras terminaron en 2008, El año 2006, el gobierno anunció la licitación de la ampliación de Yacyretá con la construcción de una nueva planta de 3 turbinas en el brazo Añá Cuá del río Paraná. Esta ampliación, que terminada en 2010, aportará 300 MW de nueva capacidad de generación. El 25 de febrero de 2011, los presidentes de Argentina y Paraguay, Cristina Fernández de Kirchner y Fernando Lugo, dieron inauguración de la elevación de la cota definitiva que permite a la represa un aporte adicional de 8000 GWh/año de energía, y un plus de 1600 MW de potencia.
El potencial hidroeléctrico de Argentina se explota parcialmente. El potencial identificado es de 170 000 GWh al año, la producción hidroeléctrica alcanzó 42 360 GWh en 2006. También hay recursos minihidroeléctricos sin explotar con un potencial estimado del 1.81 % de la producción total de electricidad (en contraste con el 0.88 % actual). [cita requerida] En 2003 el presidente Néstor Kirchner inauguró el Embalse Y Central Hidroeléctrica Potrerillos. Se encuentra a una altitud de 1380 m s. n. m., extendiéndose por una superficie de 900 hectáreas. su inversión fue de 312 millones de dólares.
La obra de la Represa Punta Negra que se ubica sobre el río San Juan, se inició a principios de 2010 y finalizó en agosto de 2015 con un costo de 410 millones de dólares. Dicho proyecto además favorece el riego de unas 112 000 hectáreas productivas en la provincia de San Juan.
En 2015 se lanzó la licitación para la construcción del Complejo hidroeléctrico La Barrancosa-Cóndor Cliff, un proyecto que contempla la construcción de las represas que aportarán al Sistema Argentino de Interconexión 1740 MW. Los beneficios de estas obras preveían, además, la generación de 7000 puestos de trabajo y el desarrollo de áreas de riego, posibilitando así la expansión agrícola ganadera, las cadenas de valor agroindustrial y la atenuación de las crecidas del río, regulando su caudal. Las obras comenzaron en 2015.

### Eólico
En 2020, Argentina fue el 27º mayor productor de energía eólica del mundo, con 2.6 GW de potencia instalada.
La región de la Patagonia de Argentina tiene un potencial eólico muy grande. El Centro Regional de Energía Eólica (CREE) de Chubut estima que el potencial teórico de generación de la región es de 500 GW. Durante mucho tiempo el principal impedimento para el desarrollo de la energía eólica en la región había sido la falta de líneas de transmisión que conecten la región de la Patagonia con el Sistema Interconectado Nacional, pero este cuello de botella quedó eliminado en marzo de 2006 cuando se completó la línea de alta tensión Choele-Choel-Puerto Madryn, la primera sección de la Línea Patagónica, bajo el marco del Plan Federal de Transporte de Energía Eléctrica.
Actualmente posee uno de los parques más importantes de América Latina. La presidenta Cristina Fernández inauguró el Parque Eólico de Rawson, Chubut, que será el de mayor producción de energía de Sudamérica y aportará 80 MW.
La energía eólica tuvo un aumento significativo en Argentina durante la década pasada. La capacidad operativa total de energía eólica en 2005 fue de 26.6 MW repartidos entre trece plantas, alrededor del 0.05 % del potencial eólico teórico de Argentina. La distribución de número de plantas y capacidad total es la siguiente:. La capacidad instalada de generación eólica en el país es de 228 MW, según datos de diciembre de 2017. Tras las licitaciones de los tres programas RenovAr, el gobierno adjudicó proyectos por 2470 MW en los próximos años.
- Provincia de Buenos Aires: 6 plantas, 6100 kW
- Provincia de Chubut: 4 plantas, 17 460 kW
- Provincia de Santa Cruz: 1 planta, 2400 kW
- Provincia de La Pampa: 1 planta, 1800 kW
- Provincia de Neuquén: 1 planta, 400 kW

En 2013 se habilitó el Parque Eólico El Tordillo, ubicado a 40 km al oeste de Comodoro Rivadavia, en la Provincia de Chubut, administrado conjuntamente entre Vientos de la Patagonia I S.A., empresa perteneciente a ENARSA y a la Provincia de Chubut. Entre el 2018 y el 2020 se inauguraron numerosos parques eólicos en el sudoeste de la provincia de Buenos Aires: Parque Eólico Corti (2018), Parque Eólico Tres Picos (2019), Parque Eólico Villalonga (2019) y Parque Eólico Vientos del Secano (2020).

### Solar

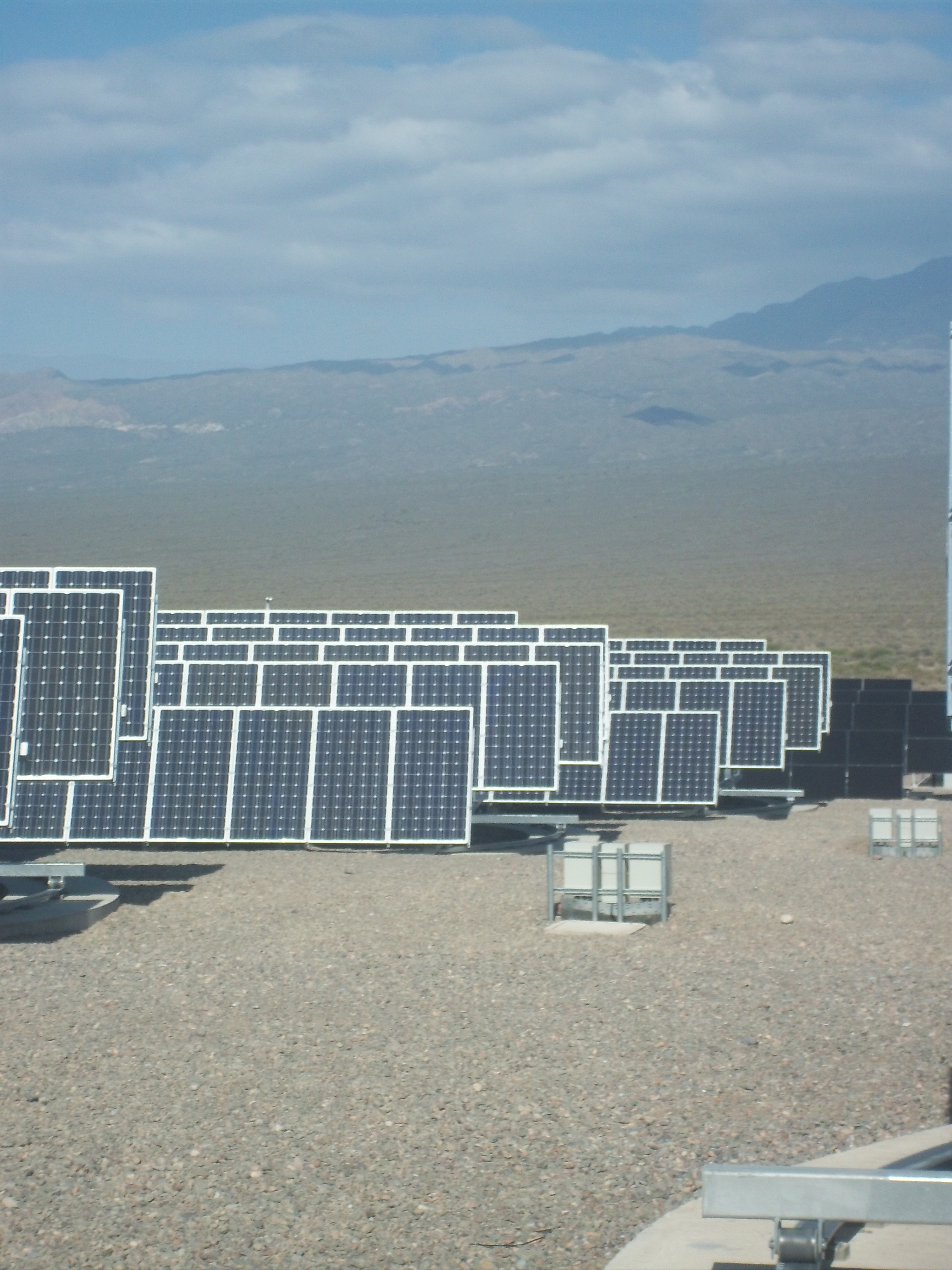
Planta solar San Juan I en Ullum, provincia de San Juan

En 2020, Argentina fue el 42.º productor de energía solar del mundo, con 0.7 GW de potencia instalada.
En 2010 comenzó la construcción del Parque Solar Fotovoltaico Cañada Honda, ubicado a 60 km de la Ciudad de San Juan. Desde abril del 2012 el parque produce 5 MW y el objetivo es producir 20 MW para marzo del 2013, convirtiéndose en el parque solar más grande de América Latina y el primero en Argentina. En 2014 el gobernador Daniel Scioli inauguró el primer parque solar de la provincia de Buenos Aires en el partido de Brandsen. En San Juan la inauguración de la Planta Fotovoltaica Piloto «San Juan I», el 18 de abril de 2011, fue el punto de inflexión en la provincia para la producción de energía solar, el parque construido en Ullum fue la primera planta fotovoltaica de Latinoamérica que fue inaugurado por Gioja.
En 2014 se inauguró en la provincia de San Luis el Parque Fotovoltaico «Terrazas del Portezuelo», que luego de su ampliación en 2019, produce 2.4 MW con casi 9000 paneles solares ubicados en un predio cercano a la ciudad de San Luis.
En 2018 se inauguró un pequeño parque solar en la localidad de San Lorenzo, provincia de Santa Fe, consistente en 4400 módulos con una producción estimada en 1.10 MW.
Los parques solares Nonogasta (Provincia de La Rioja) y Saujil (provincia de Catamarca) de 35 MW y 22.5 MW, de potencia instalada respectivamente, llegaron a su etapa final de construcción en octubre de 2018.
El parque solar Cafayate, en la provincia de Salta, cuya puesta en operación se espera para mediados de 2019, consta de más de 290 000 paneles solares instalados en una superficie de 180 hectáreas, que aportarán 80 MW al sistema interconectado.
En la provincia de Jujuy se encuentra en ejecución el Parque Solar Cauchari, ubicado en el departamento Susques. Se trata de la instalación de unos 1.2 millones de paneles solares, en una superficie de 600 hectáreas, con una producción estimada de 300 MW.

### Transmisión
En cuanto a la transmisión, a través del Plan Federal de Transporte de Energía Eléctrica bajo la tutela del Fondo Fiduciario para el Transporte Eléctrico Federal (FFTEF). Las principales líneas contempladas en el plan (Línea Patagónica, Línea Minera, Yacyretá, Puerto Madryn-Pico Truncado, NEA-NOA, Comahue-Cuyo, Pico Truncado-Río Turbio-Río Gallegos) fueron construidas. Estas líneas, construidas entre 2007 y 2009, agregaron 4813 nuevos kilómetros de capacidad de transmisión en alta tensión.,
A través del Plan Federal de Transporte de Energía Eléctrica II, actualizado en 2010, se han priorizado las obras necesarias según su capacidad de afrontar los problemas de demanda a corto plazo. 109 de las 240 obras identificadas en 2003 se consideraron de alta prioridad y ya se han terminado o están en ejecución. Inicialmente la inversión para las obras de alta prioridad fueron de 376 millones USD, mientras que la inversión estimada para el resto de las obras alcanza un total de 882.2 millones USD. Alrededor de 5810 km de nuevas líneas eléctricas de alta y de extra alta tensión que interconectaron todo el país. El Gobierno inauguró la línea de alta tensión que conecta las regiones del Noroeste (NOA) y Nordeste (NEA) del país. Mediante esta obra, Formosa elevó su potencial de acceso a la energía eléctrica de 170 a 1150 MW.

### Plan Energético Nacional

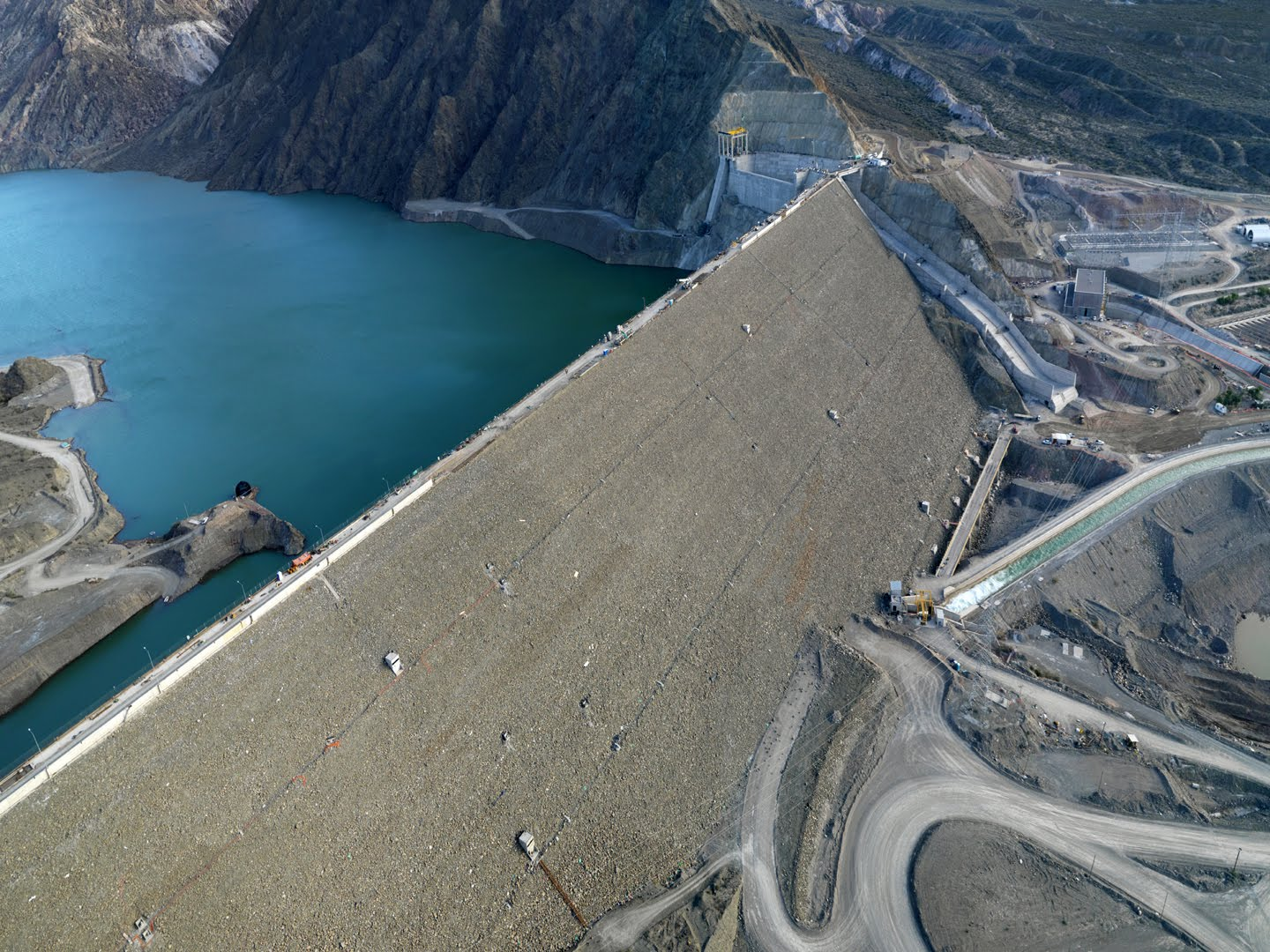
Presa Punta Negra

Fue lanzado en 2004 por el presidente Néstor Kirchner. Entre sus obras se cuentan la finalización de las paralizadas Represa Yacyretá y Atucha II, sumó 11 300 MW, 51 % más de la potencia instalada que en 2003. A partir de 2003 los gobiernos comienzan a intervenir activamente a fin de concretar primero el Plan Federal de Transporte Eléctrico I y, luego, el Plan Federal de Transporte Eléctrico II con el objetivo de lograr la interconexión de todas las regiones eléctricas de Argentina, incluido el Sistema Patagónico (NOA-NEA; Comahue-Cuyo; Tercera Línea Yacyretá; Patagonia; San Juan-Mendoza; Catamarca-La Rioja; Rosario Oeste-Río Coronda).
En 2004, el presidente Néstor Kirchner creó Energía Argentina Sociedad Anónima (Enarsa), una empresa administrada por el estado nacional de Argentina para la explotación y comercialización de petróleo y gas natural, así como para la generación, transmisión y comercialización de electricidad. Mediante la creación de Enarsa, el estado pretendió recuperar un lugar importante en el mercado energético, ampliamente privatizado durante los años 90.
En 2008 el grupo alemán Siemens inició la construcción de las dos centrales térmicas que aportan una generación de 1.660 MW, aproximadamente del 10 % de la energía disponible en ese momento. Estas usinas demandaron una inversión de 1.097 millones de dólares. En marzo de 2008 el gobierno aprobó la resolución 24/2008, la cual creó un nuevo mercado de gas natural denominado «Gas Plus» para alentar la inversión privada en la exploración y producción de gas natural.
En los primeros diez años de la privatización (1994-2003) del Sistema de Transporte, las líneas del Sistema de Extra Alta Tensión se ampliaron en 2226 km. En contraste en los siguientes diez años (2004-2013), a partir de la decidida iniciativa y financiamiento del Estado, las ampliaciones alcanzaron los 4657 km.
Se concretó el tendido de 5500 km de líneas de alta tensión que vincularon diez provincias, incluyendo regiones que estaban por fuera del Sistema Interconectado Nacional (SIN); la ampliación de gasoductos troncales y la incorporación de las energías renovables.
A través de este plan se concluyó la represa hidroeléctrica de Yacyretá, que aportó 1800 MW; la Central Nuclear Néstor Kirchner, de 745 MW; y se construyeron la Central Térmica San Martín, 850 MW; la Central Térmica Belgrano, 850 MW, y la Central Térmica Vuelta de Obligado, 560 MW.
En abril de 2011, se inauguró en Ullum, provincia de San Juan la Planta Fotovoltaica Piloto San Juan I, primer parque de energía solar fotovoltaica de Latinoamérica, y también primero de una serie de siete emprendimientos de energía alternativa, entre los cuales se encuentran las plantas fotovoltaicas en Cañada Honda (Sarmiento), y La Chimbera (25 de Mayo) que produce en total 20 MW, la energía consumida por aproximadamente 25 000 hogares. En estas plantas se usan paneles fijos y móviles (capaces estos últimos de girar 180° en busca del sol) para la captación de la energía solar.
En 2014 fue puesta en funcionamiento la Central Termoeléctrica Vuelta de Obligado, ubicada en Timbúes, provincia de Santa Fe, que totalizan 540 MW de potencia instalada, la usina completa demandó una inversión de 850 millones de dólares que incluyeron el tendido de 65 kilómetros de líneas de alta tensión (500 KV) y líneas subterráneas de 132 KV de enlace con Rosario.
En 2015, la presidenta puso en operaciones la central termoeléctrica Guillermo Brown, ubicada en Bahía Blanca, que mediante dos turbinas a gas aporta 580 MW al Sistema Interconectado Nacional y demandó una inversión de 550 millones de dólares.
En 2015 se incorporaron 1500 MW a partir de la concreción de obras estratégicas como la puesta al 100 % de la central nuclear Néstor Kirchner (Atucha II), la central a Carbón de Río Turbio, la represa Punta Negra en San Juan y la termoeléctrica Guillermo Brown. En la provincia de Buenos Aires en el período 2003-2015 se construyeron 20 centrales con una potencia total de 3500 megavatios. La construcción de la Central Termoeléctrica San Martín comenzó en 2007, posee una estación transformadora de 500 kV de 22 km de longitud, conectado al sistema eléctrico nacional; un gasoducto de 10 km de longitud, con capacidad de cuatro millones de metros cúbicos diarios.
En las tres rondas RenovAr realizadas entre los años 2016 y 2018, se adjudicaron 185 proyectos de energías renovables por un total de 4725.58 MW.

## Electricidad y medio ambiente

### Recursos de energía renovable
La Dirección Nacional de Promoción (DNPROM), dependiente de la Secretaría de Energía (SENER), diseña programas y acciones que conduzcan al desarrollo de iniciativas de energía renovable (a través de Renewable Energy Coordination) y de eficiencia energética (mediante Energy Efficiency Coordination). Como complemento, la Secretaría de Ambiente y Desarrollo Sustentable (SEMARNAT) tiene la responsabilidad de fijar las políticas ambientales y preservar los recursos renovables y no renovables.
Los instrumentos legales más importantes para la promoción de la energía renovable son la ley 25.019 de 1998 y la ley 26.190 de 2007. Generado exenciones impositivas durante un período de quince años. La ley de 2007 es un complemento de la anterior y declara de interés nacional la generación de electricidad a partir de cualquier fuente renovable que esté destinada a abastecer a un servicio público. Esa ley también fijó un objetivo del 8 % para el consumo de energía renovable en el período de diez años y ordenó la creación de un fideicomiso cuyos recursos se destinarán a pagar una prima por la electricidad producida a partir de recursos renovables. se incluye planta de energía eólica Antonio Morán de 10.56 MW en la región de la Patagonia. Los dos proyectos de pequeña escala existentes son la producción de electricidad a partir de biomasa en la Aceitera General Deheza y la recuperación de metano y generación de electricidad en el vertedero Norte

### Emisiones de gases de efecto invernadero
La secretaría de medio ambiente y desarrollo sustentable es la responsable del medio ambiente. La Organización Latinoamericana de Energía estimó que las emisiones de CO2 por la producción de electricidad en 2003 fueron de 20.5 millones de toneladas de CO2, lo que representa el 17 % del total de las emisiones.
En 2007 Argentina elaboró tres proyectos MDL con una reducción total de emisiones de 673 650 toneladas de CO2 por año.

## Asistencia externa

### Banco Mundial
El Banco Mundial elaboró el Proyecto de Energías Renovables en Mercados Rurales (PERMER), orientado al desarrollo de unidades de generación de energía. Se basaba en la instalación de sistemas fotovoltaicos en hogares y escuelas rurales, sistemas solares-termales, microturbinas hidráulicas y generadores eólicos. El proyecto, que comenzó en 1999 y concluyó en diciembre de 2008, ha recibido donación de diez millones de dólares del Fondo Mundial para el Medio Ambiente y un préstamo de treinta millones de dólares del Banco Mundial.